# يزيد بن خالد القسري
يزيد بن خالد القسري هو ابن القائد الشهير خالد عبد الله القسري، والي العراق لفترة طويلة (724-738) للأمويين.
بسبب سجن والده وتعذيبه وموته على يد والي العراق يوسف بن عمر الثقفي التابع للوليد بن يزيد، خلال الفتنة الثالثة، انحاز يزيد إلى يزيد بن الوليد ضد الوليد. يقال أنه كان صاحب الشرطة في عهد يزيد، وأنه جلد اثنين من أبناء الوليد بن يزيد، ثم شارك في ثورة أهل الشام عام 745 ضد مروان بن محمد. وحاصر دمشق، لكن مروان بن محمد استطاع السيطرة على المدينة، وأعدم يزيد. كان حفيده يزيد بن جرير القسري واليًا على اليمن في عهد الخليفة العباسي المأمون.